# Эш (Герольштайн)
Эш (нем. Esch) — община в Германии, в земле Рейнланд-Пфальц.
Входит в состав района Вульканайфель. Подчиняется управлению Обере Килль. Население составляет 488 человек (на 31 декабря 2010 года). Занимает площадь 10,17 км².